# Claude Mondésert
Claude Mondésert (Gleizé, 28 luglio 1906 – Lione, 12 settembre 1990) è stato un teologo francese appartenente all'Ordine dei Gesuiti. Insieme a Jean Daniélou e Henri de Lubac fu il co-fondatore della collana editoriale di testi patristici Sources Chrétiennes, che diresse per quattro decadi. Fu ricercatore del Centre national de la recherche scientifique e dell'Accademia di Scienze, Belle Lettere e Arti di Lione..

## Biografia
Specializzato nello studio dei Padri della Chiesa e delle origini del Cristianesimo, Claude Mondésert fu il traduttore e il curatore di varie opere di Clemente e di Filone Alessandrino.
Il 5 giugno 1973 fu eletto membro dell'Accademia di Scienze, Belle Lettere e Arti di Lione.
Nel 1977, a Lione, partecipò al convegno sulla persecuzione dei cristiani a Lugdunum nell'anno 177.
Mondésert dedicò anche due volumi alla Congregazione di Nostra Signora di Sion e ai suoi due fondatori Théodore ed Alphonse Ratisbonne.

## Opere
- Les Écrits des Pères apostoliques, 1, La Didachè, 1979.
- Lire les Pères de l'Église, Sources chrétiennes, 1988.
- Inscriptions grecques et latines de la Syrie, 5, Émésèn, 1959.
- Le Monde grec ancien et la Bible, 1984.
- Clément d'Alexandrie : Introduction à l'étude de sa pensée religieuse à partir de l'Écriture, Parigi, Aubier, 1944 ; ristampato da Aubier, 2008.
- Le Pédagogue, de Clément d'Alexandrie, trad. di Claude Mondésert, introduzione e note di Henri-Irénée Marrou.
- Les Stromates, de Clément d'Alexandrie, trad. de Claude Mondésert.
- Le Protreptique, de Clément d'Alexandrie, trad. de Claude Mondésert.
- Les Œuvres de Philon d'Alexandrie, 1961-1962.
- De Vita Mosis, de Philon d'Alexandrie, trad. de Claude Mondésert.
- Legum Allegoriae, de Philon d'Alexandrie, trad. de Claude Mondésert.
- Manuel pour mon fils, de Dhuoda; introduzione, commento critico e note a cura di Pierre Riché, trad. di Bernard de Vregille e Claude Mondésert, 1975.
- « Conclusions », in CNRS (Ed.), Les Martyrs de Lyon (Colloques internationaux du centre national de la recherche scientifique, n° 575), Parigi, 1978.
- La Règle de saint Benoît, conferenza svoltasi presso l'Accademia di Scienze, Belle Lettere e Arti di Lione, 9 dicembre 1980.
- Les Ursulines de l'Union romaine (con Henri de Lubac), Lescuyer, 1956.
- Théodore et Marie-Alphonse Ratisbonne, 3 voll., Lescuyer.
- Les Religieuses de Notre-Dame de Sion, Lione, Lescuyer, 1956.